# Goedange
Goedange (en luxemburguès: Géidgen; en alemany: Goedingen) és una vila de la comuna de Troisvierges, situada al districte de Diekirch del cantó de Clervaux. Està a uns 60 km de distància de la ciutat de Luxemburg.